# Jean-Louis Étienne
Jean-Louis Étienne (9 de diciembre de 1946, Vielmur-sur-Agout , Tarn ), es un médico y explorador francés, conocido por sus expediciones árticas y antárticas, como la famosa expedición Transantártica realizada entre 1989 a 1990.

## Biografía
Jean-Louis Étienne es un médico especializado en nutrición y biología del deporte, quien rápidamente se interesó en el aspecto médico de la fisiología humana en condiciones extremas. Para sus estudios, participará de numerosas expediciones al Himalaya, a Groenlandia, a la Patagonia. Será coequiper a bordo del Pen Duick VI de Éric Tabarly en su curso por el mundo en los años 1970.
Será enseguida conocido por sus expediciones científicas, donde la mediatización le permitió sensibilizar sobre los temas del conocimiento, de las investigaciones y de la defensa del ambiente. También explora el Ártico y la Antártida donde será célebre al explorar solo atravesando a pie con perros, el continente austral sobre 6300 km . El 17 de octubre de 2007, es nombrado director del Museo Oceanográfico de Mónaco por poco tiempo.
Con la promoción de Pâques 2006, Jean-Louis Étienne fue promovido al grado de oficial de la Légion d'honneur.

## Expediciones
- Marzo y abril de 1986 : fue el primer en alcanzar el polo norte (partiendo desde el norte canadiense), solo y en ski
- 25 de julio de 1989-3 de marzo de 1990 : Transantártica. Durante los siete meses del verano austral, Jean-Louis Étienne, y cinco hombres de diferentes nacionalidades, atravesando integralmente, con sus perros y trineos, por 6.300 km del continente antártico, vía el polo Sur geográfico.
- 1991-1996 : a bordo de la goleta Antarctica ( actualmente la Tara ), lideró expediciones científicas a la Antártida y el Spitzberg
- Abril de 2002-julio de 2002 : Misión Banquisa a bordo del Polar Observer en deriva durante tres meses al Polo Norte para estudiar el calentamiento global antropogénico.
- Enero-abril de 2005 : Expedición Clipperton a la isla Clipperton en el océano Pacífico para establecer un inventario de la biodiversidad del atolón francés a lo largo de las costas de México, y afirmar la soberanía francesa de la isla
- Abril de 2007-marzo de 2008 : Total Pole Airship, una misión científica de medida del espesor de la banquisa del océano Ártico en dirigible, vía el polo Norte geográfico, encuadrado en el año Polar Internacional. El 22 de enero de 2008, el accidente del dirigible que había roto amarras debido a fuertes ráfagas de viento, obligándolo a anunciar que la expedición sería en 2008.[1]